# Павяк
Па́вяк  е музей в бивш затвор във Варшава, Полша.
Построен е през периода 1829 – 1835 г. по проект на архитекта Хенрик Маркони.
Част от Павяк функционира като женски затвор, но в отделно здание и под названието „Сербия“. По време на Руско-турската война от 1877 – 1878 г. се използва за военна болница.
Названието Павяк на затвора произхожда от адреса на сградата – улица Паунова (на полски: ulica Pawia). От 1965 г. е музей под названието Мавзолей-музей „Павяк“.

## История

### Преди Втората световна война
Павяк е построен през 1835 скоро след възстановяването на Полското кралство и отначало се използва от руските власти като обикновен затвор за углавни престъпления, а след Полското въстание през 1863 и за политически затворници. През руските революции от 1905 – 1907 г. Павяк е главен затвор в Полското царство.
До 1918 г. главен политически затвор във Варшава е Варшавската Цитадела и в Павяк попадат тези, за които няма място в нея. В Павяк са провеждани следствени процеси над престъпници от мъжки и женски пол и след като Полша си възвръща независимостта през 1918 г.

### През Втората световна война
По време на немската окупация между 1939 и 1944 г. Павяк е главен затворнически център на Генерал-губернаторството. През Павяк преминават около 100 хиляди мъже и 20 хиляди жени на възраст от 15 до 50 години. В затвора са родени и 50 деца .
В 1940 при образуването на Варшавското гето, Павяк е включен в територията му. Около 60 хиляди от въдворените в Павяк в крайна сметка са препратени в концентрационни лагери и на принудителна работа. 37 хиляди са били екзекутирани.

### След Втората световна война
При отстъплението на немските войски през 1944 г. Павяк е почти напълно разрушен. Оцеляла е част от оградната стена и портала, а също и един бряст в двора на затвора, днес превърнати в мемориал на хилядите загинали на това място.
- Оцелял фрагмент от портала на затвора „Павяк“
- Екзекуция на затворници в „Павяк“, Варшава, 11.02.1944 г.
- Дървото-паметник